# Олишівка
Оли́шівка — селище в Україні, у Олишівській селищній громаді Чернігівського району Чернігівської області та її адміністративний центр. Розташоване на річці Смолянка.
На південь від Олишівки розташований Сосинський гідрологічний заказник, на північ — лісовий заказник «Олишівська Дача», на схід — заповідне урочище «Чернещина».

## Історія
Поселення виникло на початку XVI століття шляхом об'єднання восьми хуторів, яке від навколишніх вільхових лісів отримала назву Ольшанка, пізніше Олишівка. Існує й інша дата заснування, як згадував відомий український етнограф О. Шишицький-Ілліч, у 1854 році старожили містечка повідомили йому, що Олишівку засновано 395 років тому.
У часи Гетьманщини село було столицею Олишівської сотні. Пізніше село ввійшло у склад Козелецького повіту.
1893 року в село було привезено два ткацькі верстати-літаки для початку ткацького виробництва. Під керівництвом поміщиці Слєпушкіної було створено ткацьку артіль, яка з допомогою губернського земства досягла певних успіхів. Було налагоджено збут продукції, побудовано склади. Однак після відходу Слєпушкіної артіль розпалася.
За переписом 1897 року в містечку мешкали 4193 особи (2015 чоловіків та 2178 жінок). Православними себе назвали 3812.
1900 року в містечку вже діяла народна бібліотека-читальня.
У 1925-1960 рр. Олишівка – райцентр (до району входили Олишівська, Ладинська, Смолянська та Серединська сільські ради.)
Радянські частини вибили нацистських окупантів з Олишівки 18 вересня 1943 року.
1 березня 2022 року в часі російського вторгнення загін територіальної оборони за кілометр від Олишівського ПСГ затримав двох диверсантів.

## Населення

### Чисельність населення
| 1859 | 1901 | 1959 | 1970 | 1979 | 1989 | 2001 | 2019 | 2022 |
| ---- | ---- | ---- | ---- | ---- | ---- | ---- | ---- | ---- |
| 2516 | 4975 | 4111 | 3652 | 3156 | 2756 | 2407 | 1901 | 1794 |

### Розподіл населення за рідною мовою(2001)
| українська мова | російська |
| --------------- | --------- |
| 94,64 %         | 4,69 %    |

## Транспорт
Із сходу на захід через село проходить Автошлях Т 2501. Він йде від Топчіївки до Смолянки.

## Промисловість
Поблизу села Олишівки знаходиться Олишівське підземне сховище газу.

## Персоналії
В Олишівці народились:
- Масол Віталій Андрійович (1928—2018) — прем'єр-міністр України з червня 1994 по березень 1995 року.
- Мисюра Олександр Олександрович — викладач чернігівського національного педагогічного університету імені Т. Г. Шевченка.
- Савченко-Більський Володимир Олександрович (1867—1955) — український військовий діяч, генерал-хорунжий флоту УНР, контр-адмірал.
- Савченко-Більський Олександр Васильович (1900—1991) — графік, маляр, іконописець.
- Томашевський Михайло Петрович (1880—1960) — оперний співак.
- Туманюк Парасковія Архипівна (1913—1988) — Герой Соціалістичної Праці.